# Aeroportul Dortmund
Aeroportul Dortmund (IATA: DTM, ICAO: EDLW) este aeroportul orașului Dortmund, din Germania, și este situat la 9 km de centrul orașului.

## Cifre și statistici

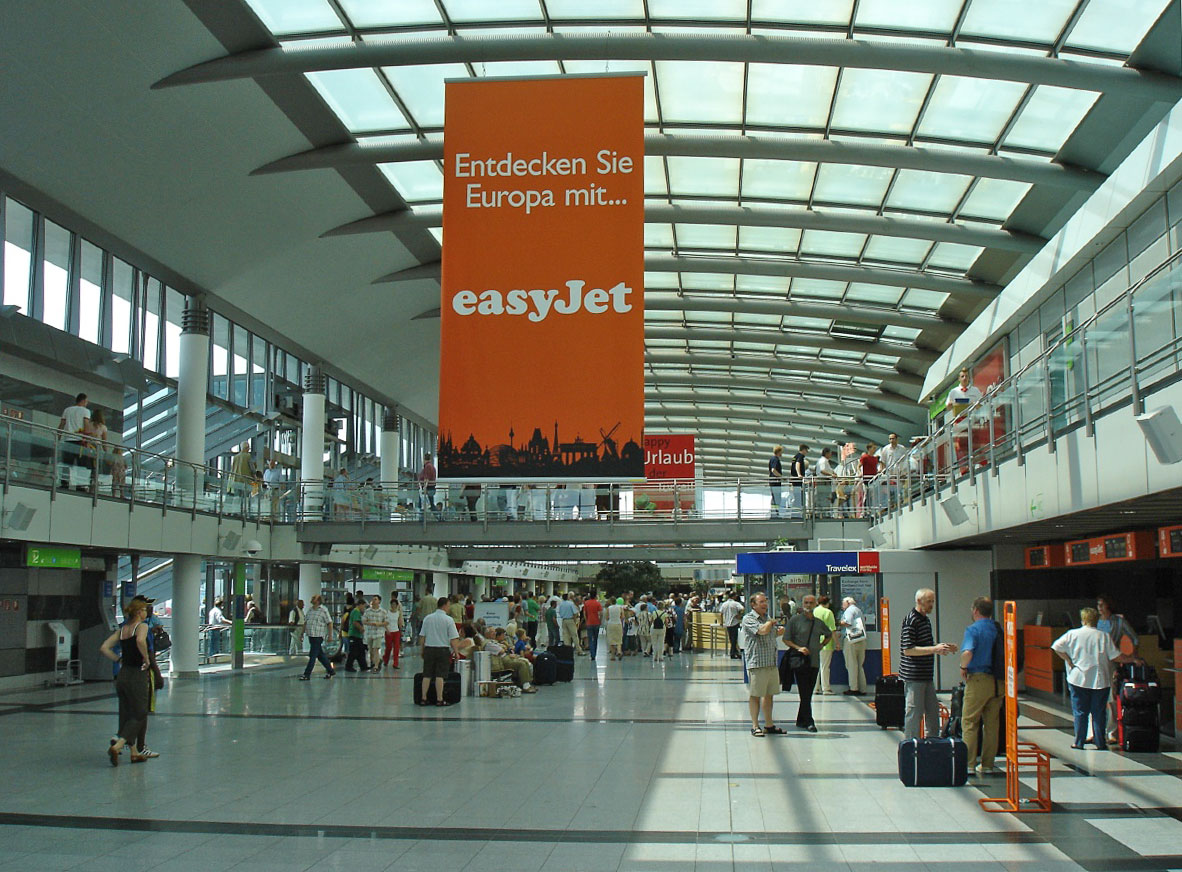
Vedere din holul plecărilor

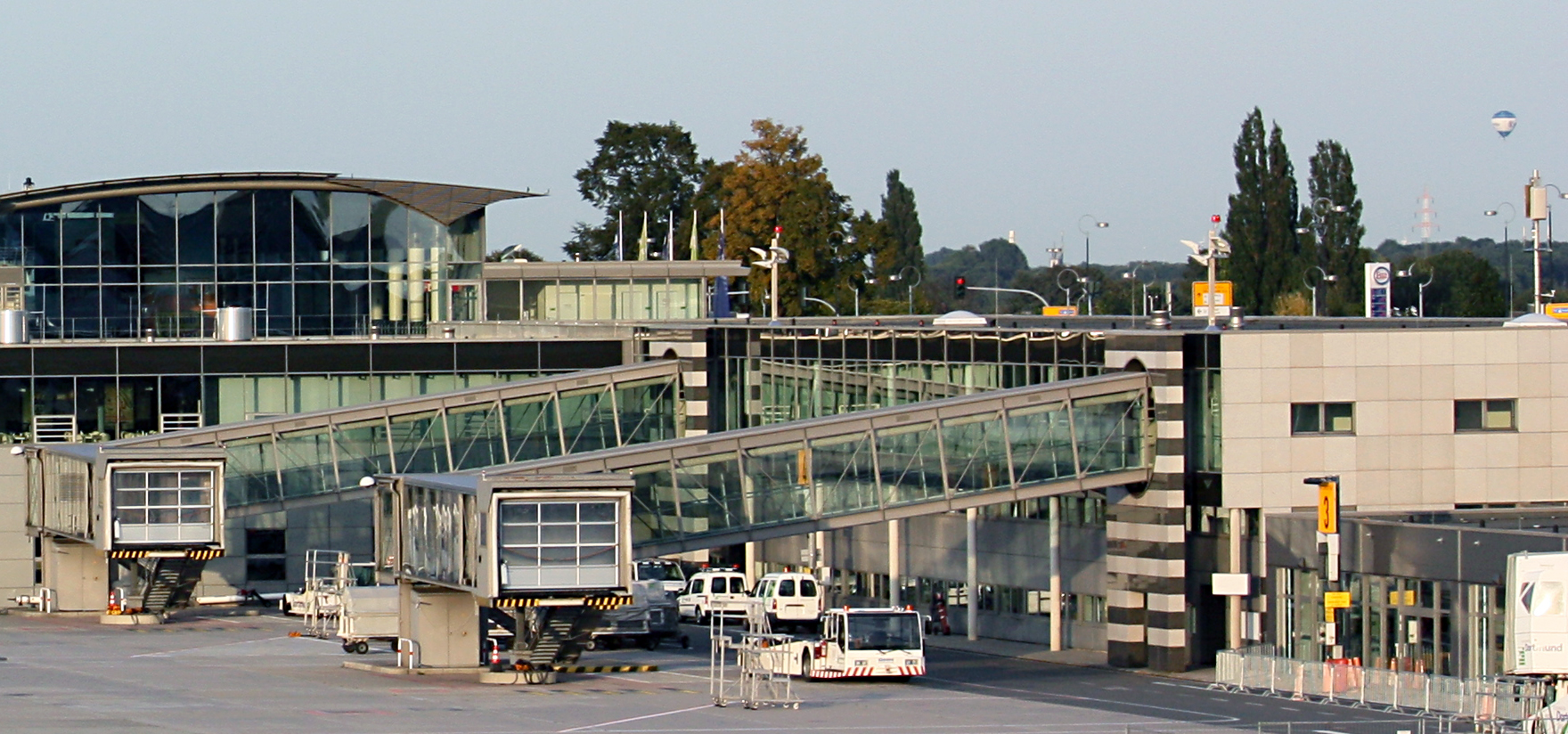
După lucrările de extindere din 2008

|                                         | Pasageri    | Mișcări aeronave | Fret (în t) |
| --------------------------------------- | ----------- | ---------------- | ----------- |
| 2001                                    | 1,064,149   | 37,393           | 257         |
| 2002                                    | ▼ 994,478   | ▼ 33,812         | ▲ 289       |
| 2003                                    | ▲ 1,023,329 | ▼ 29,788         | ▼ 96        |
| 2004                                    | ▲ 1,179,028 | ▼ 25,743         | ▼ 75        |
| 2005                                    | ▲ 1,742,911 | ▲ 30,672         | ▼ 58        |
| 2006                                    | ▲ 2,019,651 | ▲ 32,785         | ▼ 37        |
| 2007                                    | ▲ 2,155,057 | ▼ 32,223         | ▲ 40        |
| 2008                                    | ▲ 2,329,440 | ▼ 29,555         | ▼ 35        |
| 2009                                    | ▼ 1,711,157 | ▼ 24,043         | ▼ 21        |
| 2010                                    | ▲ 1,747,731 | ▲ 24,232         | ▲ 33        |
| 2011                                    | ▲ 1,814,246 | ▲ 26,391         | ▼ 26        |
| 2012                                    | ▲ 1,896,885 | ▼ 22,634         | ▼ 4         |
| 2013                                    | ▲ 1,924,386 | ▲ 23,809         | ▼ 2         |
| 2014                                    | ▲ 1,964,625 | ▼ 22,202         | ▼ 0         |
| 2015                                    | ▲ 1,985,379 | ▲ 23,616         | 0           |
| 2016                                    | ▼ 1.918.843 | ▼ 21.719         | 0           |
| 2017                                    | ▲ 2.000.701 | ...              | 0           |
| Source: ADV German Airports Association |             |                  |             |

## Linii aeriene și destinații
| Compania aeriană | Destinații |
| ---------------- | --- |
| Eurowings        | Muenchen, Palma de Mallorca Sezonier: Alicante, Catania, Heraklion, Kavala, Málaga, Rhodos, Split, Salonic |
| Ryanair          | Katowice, Cracovia, London–Stansted, Palma de Mallorca, Porto, Salonic Sezonier: Málaga |
| SunExpress       | Izmir Sezonier: Antalya, Zonguldak |
| Trade Air        | Charter sezonier: Priștina |
| Wizz Air         | Banja Luka, Belgrad, Brașov, București–Otopeni, Budapesta, Cluj-Napoca, Craiova (din 30 octombrie 2023), Gdańsk, Iași, Katowice, Kutaisi, Niš, Ohrid, Olsztyn-Mazury, Podgorica, Pristina, Roma–Fiumicino, Sibiu, Skopje, Sofia, Suceava, Târgu Mureș, Timișoara, Tirana, Tuzla, Varna, Vilnius, Wrocław, Yerevan |